# Hans-Erwin Volberg
Hans-Erwin Volberg (* 18. Juni 1940 in Leverkusen; † 22. Januar 2021 in Pirmasens) war ein deutscher Fußballspieler.

## Karriere

### Fortuna Düsseldorf
Volberg spielte von 1961 bis 1963 für Fortuna Düsseldorf in der Oberliga West, in einer von fünf Staffeln als höchste deutsche Spielklasse. Als Mittelfeldspieler bestritt er 27 Punktspiele, in denen er vier Tore erzielte. Des Weiteren kam er in drei Spielen des DFB-Pokal-Wettbewerbs zum Einsatz. Er bestritt das am 15. und 22. August 1962 mit 2:1 und 3:2 gewonnene (Wiederholungs)Viertel- und das Halbfinale gegen den 1. FC Saarbrücken und den FC Schalke 04; in beiden Spielen erzielte er jeweils ein Tor. Das am 29. August 1962 in Hannover ausgetragene Finale gegen den 1. FC Nürnberg ging mit 1:2 verloren, obwohl sein Mitspieler Franz-Josef Wolfframm mit dem Tor in der 58. Minute seine Mannschaft in Führung gebracht hatte.

### FK Pirmasens
Von 1963 bis 1967 spielte er für den FK Pirmasens in der zweitklassigen Regionalliga Südwest. Als Zweitplatzierter, einen Punkt hinter dem Meister Borussia Neunkirchen, gewann er mit seiner Mannschaft die beiden Qualifikationsspiele um die Teilnahme an den in zwei Gruppen ausgetragenen Aufstiegsrunden gegen den Wuppertaler SV. Die Gruppe 2 wurde mit nur zwei Siegen als Letzter von vier Mannschaften abgeschlossen; mit Hannover 96 als Gruppensieger und Borussia Neunkirchen als Sieger der Gruppe 1, stiegen diese in die Bundesliga auf. Nachdem die Saison 1964/65 als Siebtplatzierter beendet wurde, ging seine Mannschaft in der Folgesaison als Meister aus dieser hervor. Mit diesem Erfolg nahm die Mannschaft erneut an der Aufstiegsrunde zur Bundesliga, diesmal in Gruppe 1, teil. Am Ende punktgleich mit Fortuna Düsseldorf, wies diese den besseren Torquotienten auf und der Aufstieg wurde somit knapp verpasst. Nachdem die Saison 1966/67 als amtierender Regionalligameister lediglich als Sechster abgeschlossen wurde, verließ er den Verein.

### SV Röchling Völklingen
Danach wechselte er ins Saarland und kam in der Saison 1967/68 für den Ligakonkurrenten SV Röchling Völklingen zum Einsatz. Die Saison schloss er mit der Mannschaft als Siebtplatzierter ab, vier Plätze hinter dem FK Pirmasens. Ferner bestritt er einzig das am 24. Februar 1968 mit 1:2 bei Hertha BSC verlorene DFB-Pokal-Achtelfinale.

## Erfolge
- Meister Regionalliga Südwest 1966
- DFB-Pokal-Finalist 1962